# Diplazium baishanzuense
Diplazium baishanzuense är en majbräkenväxtart som först beskrevs av Ren-Chang Ching, P.S.Chiu, W.M.Chu och Z.R.He och som fick sitt nu gällande namn av Z.R.He.
Diplazium baishanzuense ingår i släktet Diplazium och familjen Athyriaceae. Inga underarter finns listade i Catalogue of Life.